# Phrynocephalus moltschanowi
Phrynocephalus moltschanowi är en ödleart som beskrevs av  Alexander Nikolsky 1913. Phrynocephalus moltschanowi ingår i släktet Phrynocephalus och familjen agamer. Inga underarter finns listade i Catalogue of Life.